# Крюгер, Рубен
Рубен Якобус Крюгер (африк. Ruben Jacobus Kruger; 30 марта 1970, Вреде — 27 января 2010, Претория) — южноафриканский регбист, игравший на позиции фланкера; чемпион мира 1995 года, бронзовый призёр чемпионата мира 1999 года.

## Биография

### Клубная карьера
Рубен Крюгер дебютировал в большом регби в 1991 году в команде «Фри-Стейт Читаз», перейдя в 1933 году в клуб «Блю Буллз», представлявший Северный Трансвааль. В 1996 году он перешёл в команду «Буллз», за которую выступал до конца своей карьеры. В 1995 году благодаря играм за клуб и сборную стал лучшим регбистом года в ЮАР. В 1999 году из-за травмы колена завершил карьеру.

### Карьера в сборной
Крюгер выступал за сборную ЮАР с 1993 по 1999 годы. Дебютировал 6 ноября 1993 в матче против Аргентины (победа 29:26). В 1995 году он участвовал в победном для своей страны чемпионате мира, сыграв пять матчей в стартовом составе и занеся одну попытку в полуфинале против Франции. На чемпионате мира 1999 года он завоевал бронзовую медаль, сыграв матчи против Испании в группе и против Новой Зеландии за 3-е место.

### Личная жизнь
После карьеры игрока Крюгер работал в агентстве недвижимости, а также продавал бытовую технику в Претории. Был женат на девушке по имени Лиза, у него родились две дочери Зоя и Белла.
В 2000 году ему поставили диагноз: опухоль мозга. Несколько раз ему проводили операции. 27 января 2010 года Рубен умер в Претории, не дожив всего два месяца до своего 40-летия.

## Память
В 2009 году был снят фильм «Непокорённый» о чемпионате мира по регби в ЮАР и победе сборной на нём. Роль Крюгера исполнил Грант Робертс.